# 세이부 지치부선
세이부 지치부 선 또는 세이부 치치부 선(일본어: 西武秩父線, せいぶちちぶせん)은 세이부 철도가 운영하는 노선 가운데 하나이다. 일본 사이타마현 한노시에 있는 아가노역과 지치부시에 있는 세이부 지치부 역을 잇는다.
현재 이 노선을 달리는 열차의 출발점이 한노 역이라 한노 - 아가노 구간도 이 노선이라고 생각할 수도 있지만, 아가노역에서 세이부 지치부 역까지만이 이 노선에 속한다. 또한, 세이부 유라쿠초 선처럼 회사이름인 '세이부'가 들어간 정식 노선명이기도 하다.

## 역사
- 1969년 10월 14일 : 아가노 - 세이부 지치부 (19.0km) 구간 개통.
- 1989년 4월 1일 : 지치부 철도 지치부 본선과 직결 운행 실시.
- 2003년 3월 12일 : 1인 승무 실시.

## 운행 형태
보통 열차는 한노 역에서 세이부 지치부 역까지 4량 운행을 하며, 일부 열차는 지치부 철도의 나가토로 역과 미쓰미네구치 역까지 직결 운행을 하기도 한다. 직결 운행 열차는 8량으로 운행하다가 요코제 역에서 객차를 분리하면, 4량은 세이부 지치부 역을 거치지 않고, 지치부 철도의 오하나바타케 역에 정차를 한 다음 나가토로 역 방향으로 운행한다. 나머지 4량은 세이부 지치부 역을 거쳐, 미쓰미네구치 역까지 운행한다. 또한, 4량으로 운행하는 열차는 1인 승무를 한다.
주말이나 휴일에는 쾌속급행 열차가 운행을 하며, 이 열차도 마찬가지로 지치부 철도와 직결 운행을 한다. 또한 이 열차는 한노 역에서 요코제 역 및 세이부 지치부 역까지는 각역정차를 한다.
특급은 지치부 호가 운행하며, 이케부쿠로역에서 세이부 지치부 역까지 운행한다.

## 차량
- 10000계
- 4000계
- 신101계·301계
- 2000계 - 임시열차로만 투입
- 3000계
- 20000계 - 투입된 적이 있음.
- 30000계 - 투입된 적이 있음.

## 역 목록

### 정차역 목록
| 역 번호 | 역명               | 일어 역명          | 급 행 | 쾌 급 | 특 급 | S | 접속 노선                             | 역간 거리 | 누적 거리 | 소재지         | 소재지   | 소재지   |
| ------- | ------------------ | ------------------ | ----- | ----- | ----- | - | ------------------------------------- | --------- | --------- | -------------- | -------- | -------- |
| SI 31   | 아가노             | 吾野               | ▲     | ●     | │     | │ | 이케부쿠로 선 (SI 31, 직결 운행)      |           | 0.0       | 사 이 타 마 현 | 한노시   | 한노시   |
| SI 32   | 니시아가노         | 西吾野             | ▲     | ●     | │     | │ |                                       | 3.6       | 3.6       | 사 이 타 마 현 | 한노시   | 한노시   |
| SI 33   | 쇼마루             | 正丸               | ▲     | ●     | │     | │ | 2.7                                   | 6.3       |           | 사 이 타 마 현 | 한노시   | 한노시   |
|         | 쇼마루 터널 신호장 | 正丸トンネル信号場 | ↑     | │     | │     | │ | 2.7                                   | 9.0       | 지치부군  | 사 이 타 마 현 | 요코제정 |          |
| SI 34   | 아시가쿠보         | 芦ヶ久保           | ▲     | ●     | │     | │ | 3.4                                   | 12.4      | 지치부군  | 사 이 타 마 현 | 요코제정 |          |
| SI 35   | 요코제             | 横瀬               | ▲     | ●     | ●     | │ | ■ 지치부 철도 지치부 본선 (직결 운행) | 4.0       | 지치부군  | 사 이 타 마 현 | 요코제정 | 16.4     |
| SI 36   | 세이부 지치부      | 西武秩父           | ▲     | ●     | ●     | ● | ■ 지치부 철도 지치부 본선 (직결 운행) | 2.6       | 19.0      | 사 이 타 마 현 | 지치부시 | 지치부시 |

- 급행 : 급행 정차역
- 쾌급 : 쾌속급행 정차역
- 특급 : 특급 '지치부', '무사시' 정차역
- S : S-train 정차역

### 폐역 목록
- 히가시요코제역 : 아시가쿠보역 - 요코제역 사이에 위치. 1996년 폐역.